# بريان باكلي
بريان باكلي (بالإنجليزية: Bryan Buckley)‏ هو منتج أفلام وكاتب سيناريو ومخرج أمريكي، ولد في 3 سبتمبر 1963 في ماساتشوستس في الولايات المتحدة.

## وصلات خارجية
- بريان باكلي على موقع IMDb (الإنجليزية)
- بريان باكلي على موقع ألو سيني (الفرنسية)
- بريان باكلي على موقع أول موفي (الإنجليزية)
- بريان باكلي على موقع قاعدة بيانات الفيلم (الإنجليزية)
- بريان باكلي على موقع كينوبويسك (الروسية)